# Communications in Algebra
Communications in Algebra est une revue mathématique mensuelle évaluée par des pairs couvrant les domaines divers de l'algèbre.

## Description
Les domaines couverts par la revue comprennent l'algèbre commutative, la théorie des anneaux, la théorie des modules, l'algèbre non associative (y compris les algèbres de Lie et les algèbres de Jordan), la théorie des groupes et la géométrie algébrique. 
La revue a été créée en 1974 et est publié par Taylor & Francis. Le rédacteur en chef est Scott Chapman (Sam Houston State University) depuis 2019 ; il prend la suite de Lance W. Small (Université de Californie à San Diego). Le rédacteur fondateur a été Earl J. Taft (Université Rutgers). La revue est, en nombre de pages, la plus volumineuse revue d'algèbre au monde. Elle continue à publier plus de 5000 pages par an. Les articles sont groupés en numéros mensuels qui sont réunis en volumes annuels. À titre d'illustration, le volume 47, qui correspond à l'année 2019, comporte 5500 pages.

## Résumés et indexation
La revue est résumée et indexée dans CompuMath Citation Index, Current Contents/Chemical, Earth, and Physical Sciences, Mathematical Reviews, MathSciNet, Science Citation Index Expanded (SCIE), et Zentralblatt MATH. Selon le Journal Citation Reports, le journal a un facteur d'impact de 0,65 en 2019

## Article lié
- Liste des journaux scientifiques en mathématiques